# Атанас Михайлов (футболист)
Вижте пояснителната страница за други личности с името Атанас Михайлов.
Атанас Михайлов (5 юли 1949 – 1 октомври 2006), известен с прякора си Начко, е български футболист, нападател, един от най-изявените играчи в клубната история на Локомотив (София).
Михайлов играе за Локомотив от 1965 г. до края на 1968 г., както и от 1971 г. до 1981 г. Общо за клуба има 306 мача със 131 гола в А група. От януари 1969 г. до юни 1971 г. е част от ЖСК Славия, за който записва 43 мача с 14 гола в елита.

## Биография

### На клубно ниво
Михайлов постъпва в школата на Локомотив (София) на 10-годишна възраст. Дебютира в А група на 3 юли 1965, два дни преди да навърши 16 години, в 28-ия кръг на сезон 1964/65. Това се случва в домакински мач срещу Спартак (Плевен), спечелен с 4:2. От следващия сезон 1965/66 започва да се утвърждава в състава на червено-черните. До декември 1968 г. записва общо 77 мача в елита, в които бележи 26 гола.
През януари 1969 г., след сливането на Локомотив със Славия, Михайлов става част от обединения отбор ЖСК Славия. Играе за него в продължение на две години и половина, в които записва 43 мача с 14 гола в А група. Участва и в 4 мача за ЖСК Славия в евротурнирите, като бележи гол при победата с 2:0 срещу шотландския Килмарнък на 26 ноември 1969 г. в мач от Купата на УЕФА.
През лятото на 1971 г., след като Локомотив и Славия възстановяват самостоятелното си съществуване, Михайлов отново облича червено-черната фланелка. Като капитан извежда два пъти отбора до финал за националната купа през 1974/75 и 1976/77, където обаче са допуснати загуби, съответно от Славия и Левски. Лидер на Локомотив в шампионския сезон 1977/78, в който червено-черните печелят титлата в А група след 14-годишна пауза. По време на кампанията изиграва 27 мача и бележи 11 гола. Обявен за „Футболист №1 на България“ за 1979 г.
Михайлов е с огромен принос за европейския рейд на Локомотив (София) през сезон 1979/80, когато отборът достига до четвъртфинал в Купата на УЕФА. Във втория кръг от турнира бележи общо 5 гола в двата мача с френския Монако (4:2, 1:2), след което получава прякора „Моначко“. Вестник „Корс Матен“ го нарича „Пушкаш на Балканите“, а след срещата в Монте Карло французите дават фантастичните за времето 1,3 млн. долара за да го привлекат в отбора си. Начко обаче остава верен на Локомотив. В следващия кръг срещу Динамо (Киев) бележи единствения гол на мача в София. Изпълнява свободен удар срещу стена от 9 динамовци, а десетият полеви играч е на вратата в помощ на вратаря Романски. С изкусен фалц обаче Михайлов изпраща топката в мрежата. Общо за Локомотив има 12 мача със 7 гола в евротурнирите.
През лятото на 1981 г. преминава в кипърския Неа Саламина, където играе два сезона преди да сложи край на кариерата си на 34-годишна възраст.

### Национален отбор
Има 45 мача и 23 гола за А националния отбор (1967 – 1979), 2 мача с 1 гол за Б националния, 46 мача с 31 гола за младежкия национален отбор (до 23 г.), за който е рекордьор по отбелязани голове и 3 мача с 1 гол за юношеския национален отбор (до 17 г.). Участва на СП-1974 в Германия (в 3 мача). Сребърен олимпийски медалист от Мексико 1968 – обявен за най-добър играч на турнира. Включен е в националния отбор за Световното първенство през 1970 г. в Мексико, но го пропуска поради контузия.
В началото на 2006 г. здравословното му състояние внезапно се влошава. Вдига високо кръвно налягане заради нефункциониращ бъбрек. На 21 февруари е опериран и бъбрекът му е отстранен заради тумор. Провежда химиотерапия. Умира от рак на 1 октомври 2006 г. в 5 ч. сутринта.

## Статистика по сезони в А група
| Сезон    | Отбор          | Първенство | Мачове | Голове |
| -------- | -------------- | ---------- | ------ | ------ |
| 1964/65  | Локомотив (Сф) | А група    | 1      | 0      |
| 1965/66  | Локомотив (Сф) | А група    | 22     | 7      |
| 1966/67  | Локомотив (Сф) | А група    | 13     | 3      |
| 1967/68  | Локомотив (Сф) | А група    | 28     | 13     |
| 1968/ес. | Локомотив (Сф) | А група    | 13     | 3      |
| 1969/пр. | ЖСК Славия     | А група    | 10     | 2      |
| 1969/70  | ЖСК Славия     | А група    | 18     | 5      |
| 1970/71  | ЖСК Славия     | А група    | 15     | 7      |
| 1971/72  | Локомотив (Сф) | А група    | 32     | 14     |
| 1972/73  | Локомотив (Сф) | А група    | 27     | 19     |
| 1973/74  | Локомотив (Сф) | А група    | 27     | 12     |
| 1974/75  | Локомотив (Сф) | А група    | 18     | 7      |
| 1975/76  | Локомотив (Сф) | А група    | 10     | 4      |
| 1976/77  | Локомотив (Сф) | А група    | 26     | 8      |
| 1977/78  | Локомотив (Сф) | А група    | 27     | 11     |
| 1978/79  | Локомотив (Сф) | А група    | 25     | 12     |
| 1979/80  | Локомотив (Сф) | А група    | 16     | 7      |
| 1980/81  | Локомотив (Сф) | А група    | 21     | 11     |

## Памет
На Атанас Михайлов - Начко е наречена улица в квартал „Свобода“ в София (Карта).